# 阿科德 (紐約州)
阿科德（英語：Accord）是位於美國紐約州阿爾斯特縣的普查規定居民點。

## 人口
根據2020年美國人口普查的數據，阿科德的面積為8.92平方千米，當中陸地面積為8.81平方千米，而水域面積為0.11平方千米。當地共有人口573人，而人口密度為每平方千米64.24人。